# Maryeong-myeon
Maryeong-myeon (koreanska: 마령면) är en socken i Sydkorea. Den ligger i kommunen Jinan-gun och provinsen Norra Jeolla, i den centrala delen av landet, 210 km söder om huvudstaden Seoul.
Buddhisttemplet Geumdangsa, byggt år 814, ligger i Maisan-bergen i Maryeong-myeon.